# Fællesrådet vedrørende Mineralske Råstoffer i Grønland
Fællesrådet for Mineralske Råstoffer i Grønland er et grønlandsk/dansk råd sammensat af fem grønlandske og fem danske medlemmer samt en formand, der udpeges efter fælles indstilling. 
Fællesrådet blev oprettet i 1979 forbindelse med vedtagelsen af hjemmestyreloven, der gav Grønland hjemmestyre. Rådet blev oprettet for at sikre fælles beslutningskompetence på råstofområdet i Grønland.
Fællesrådets hovedopgaver er at følge udviklingen på råstofområdet i Grønland, at afgive indstillinger til Grønlands Landsstyre og den danske regering om principielle spørgsmål i forbindelse med råstofefterforskning og konkrete indstillinger om meddelelse af tilladelse til forundersøgelse, efterforskning og udnyttelse af råstoffer eller tillæg til eksisterende tilladelser. Fællesrådet kan desuden på egen hånd vælge at afgive indstillinger til Grønlands Landstyre og den danske regering om andre emner.
Fællesrådet har (2008) følgende medlemmer: 
- Kim Andersen, (Venstre),formand,
- Kuupik Kleist, (Inuit Ataqatigiit), næstformand,
- Niels Sindal, (Socialdemokraterne), næstformand,
- Kaj Ikast, (Konservative Folkeparti)
- Lars-Emil Johansen, (Siumut)
- Aase Madsen, (Dansk Folkeparti)
- Ellen Christoffersen, (Atassut)
- Svend Erik Hovmand, (Venstre)
- Per Berthelsen, (Demokraterne)
- Martin Lidegaard (Det radikale Venstre)

Formanden udpeges af Dronningen efter indstilling fra Grønlands Landsstyre og økonomi- og erhvervsministeren for perioder af fire år. 
Råstofdirektoratet under Grønlands Hjemmestyre i Nuuk er sekretariat for Fællesrådet.